# Фостер, Дефни Джой
Де́фни Джой На́йман Фо́стер (тур. Defne Joy Nayman Foster; 2 мая 1979, Инджирлик, Турция — 2 февраля 2011, Стамбул, Турция) — турецкая актриса
 и телеведущая.

## Биография
На её счету около десятка ролей в фильмах и сериалах. Она также работала на телевидении, вела популярную турецкую танцевальную программу «Yok Böyle Bir Dans» (рус. Нет такого танца).
С 2008 года Дефни была замужем за Илкером Ясина Солмазом. В этом браке Фостер родила своего единственного ребёнка — сына Джан Кылыча Солмаза (род. 13.06.2009).
Скончалась 2 февраля 2011 года в 35-летию возрасте. Причиной смерти были названы дыхательная недостаточность и сердечный приступ. В феврале 2015 года друг-журналист Фостер, Халит Керем Алтан, был приговорён к двум месяцам тюрьмы за то, что он вызвал ей «скорую помощь» лишь спустя два часа после того, как она потеряла сознание.
Она умерла 2 февраля 2011 года от сердечного приступа, вызванного приступом астмы, её тело было похоронено на кладбище Зинджирликую.